# Terry Deary
Terry Deary (ur. 3 stycznia 1946 w Sunderland) – autor książek o tematyce historycznej dla dzieci i młodzieży. Znany głównie jako autor serii Strrraszna historia, w tym tomów: Ci wredni Rzymianie, Ci rewelacyjni Grecy, Ci niewiarygodni Inkowie i innych. 
Były aktor, dyrektor teatru i nauczyciel aktorstwa teatralnego. Deary pierwszą książkę opublikował w wieku 29 lat. Dziś jego książki tłumaczone są na wiele języków i wydawane w różnych krajach.

## Opublikowane książki

### True Stories Series
- True Monsters Stories
- True Horror Stories
- True Crime Stories
- True Gohts Stories
- True Shark Stories
- True UFO Stories
- True Spy Stories
- True War Stories
- True Disaster Stories
- True Mistery Stories

### Tudor Terror Series
- The Prince of Rags and Patches
- The King in Blood Red and Gold
- The Lady of Fire and Tears
- The Knight of Stars and Storms
- The Lord of the Dreaming Globe
- The Queen of the Dying Light

### Pojedyncze tomy
- Spooks (1997)
- Ghost For Sale (2001)
- The Treasure Of Crazy Horse (2001)
- The Custard Kid (2001)
- The Wishing Well Ghost (2002)
- Into The Lion's Den (2002)
- Footsteps In The Fog (2003)
- The Boy Who Haunted Himself (2004)
- The Last Viking (2005)
- The King In Blood Red And Gold (2005)
- The Prince Of Rags And Patches (2005)
- The Fire Thief (2005)
- The Lady Of Fire And Tears (2005)
- The Hat-Trick (2006)
- The Lord Of The Dreaming Globe (2006)
- Queen Of The Dying Light (2006)
- Flight Of The Fire Thief (2006)
- The Fire Thief Fights Back (2007)
- Potty Politics (w ramach The Knowledge)